# Cha Hyo-sim
Cha Hyo-sim (koreanisch 차효심; * 15. Juli 1994) ist eine nordkoreanische Tischtennisspielerin. Als Teil der nordkoreanischen Mannschaft gewann sie bei der Weltmeisterschaft 2018 eine Bronzemedaille sowie bei den Asienspielen Silber. Sie ist Linkshänderin, Angriffsspielerin und verwendet die europäische Shakehand-Schlägerhaltung.

## Turnierergebnisse
| Verband | Veranstaltung         | Jahr | Ort        | Land | Einzel        | Doppel        | Mixed         | Team          | U-21   |
| ------- | --------------------- | ---- | ---------- | ---- | ------------- | ------------- | ------------- | ------------- | ------ |
| PRK     | Asienmeisterschaft    | 2019 | Yogyakarta | IDN  | letzte 32     | letzte 32     | letzte 64     | Viertelfinale |        |
| PRK     | Asienmeisterschaft    | 2017 | Wuxi       | CHN  | letzte 64     |               |               | Viertelfinale |        |
| PRK     | Asienmeisterschaft    | 2015 | Pattaya    | THA  | letzte 16     |               |               | Viertelfinale |        |
| PRK     | Asienspiele           | 2018 | Jakarta    | IDN  | letzte 16     |               | Viertelfinale | 2             |        |
| PRK     | Universiade           | 2017 | Taipeh     | TPE  | letzte 16     | Silber        |               | 3             |        |
| PRK     | ITTF Challenge Series | 2019 | Pjöngjang  | PRK  | Viertelfinale | Gold          | Gold          |               |        |
| PRK     | ITTF Challenge Series | 2018 | Pjöngjang  | PRK  | Silber        | Gold          |               |               |        |
| PRK     | ITTF Challenge Series | 2017 | Pjöngjang  | PRK  | letzte 16     | Halbfinale    |               |               |        |
| PRK     | ITTF World Tour       | 2019 | Shenzhen   | CHN  | letzte 32     | Halbfinale    | letzte 16     |               |        |
| PRK     | ITTF World Tour       | 2018 | Stockholm  | SWE  | letzte 64     | letzte 16     | Silber        |               |        |
| PRK     | ITTF World Tour       | 2018 | Linz       | AUT  | letzte 64     |               | Halbfinale    |               |        |
| PRK     | ITTF World Tour       | 2016 | Pjöngjang  | PRK  | letzte 16     | Viertelfinale |               |               |        |
| PRK     | ITTF World Tour       | 2015 | Pjöngjang  | PRK  | Viertelfinale | letzte 16     |               |               | Silber |
| PRK     | Weltmeisterschaft     | 2019 | Budapest   | HUN  | letzte 16     | Viertelfinale | letzte 32     |               |        |
| PRK     | Weltmeisterschaft     | 2018 | Halmstad   | SWE  |               |               |               | 3             |        |